# Tchadoua
Tchadoua (auch: Tachadoua, Tchadaoua) ist eine Landgemeinde im Departement Aguié in Niger.

## Geographie

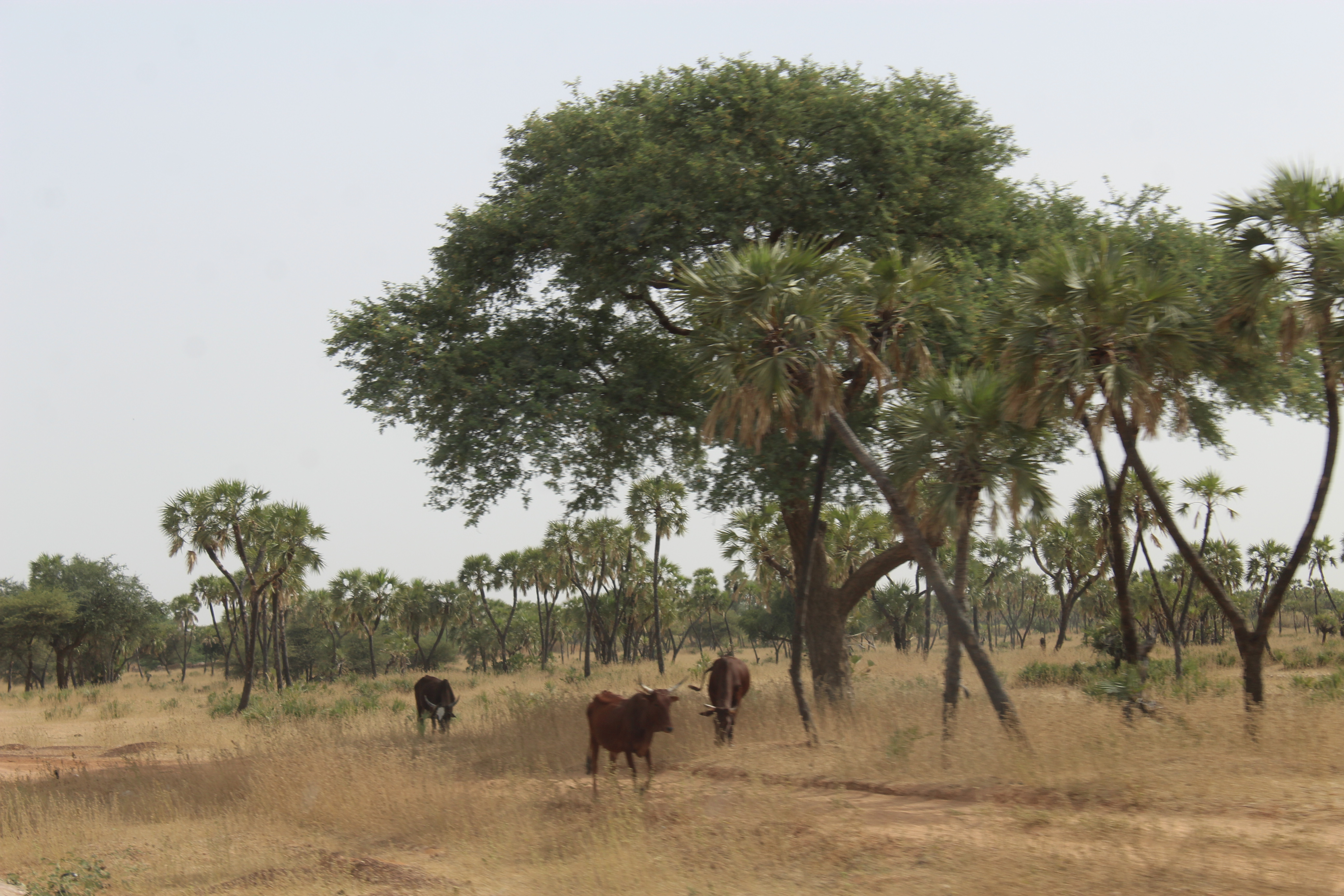
Landschaft mit Rindern in Tchadoua (2023)

Tchadoua liegt am Übergang der Großlandschaft Sudan zur Sahelzone. Die Nachbargemeinden sind Sarkin Haoussa im Norden, Aguié im Osten, Dan-Issa im Süden, Djiratawa im Südwesten und Saé Saboua im Nordwesten. Bei den Siedlungen im Gemeindegebiet handelt es sich um 67 Dörfer, 28 Weiler und 18 Lager. Der Hauptort der Landgemeinde ist das Dorf Tchadoua. Es liegt auf einer Höhe von 391 m.
Die Forêt classée de Dan Gado ist ein 4300 Hektar großes unter Naturschutz stehendes Waldgebiet im Gemeindegebiet von Tchadoua. Die Unterschutzstellung erfolgte 1951.

## Geschichte
Die Landgemeinde Tchadoua ging 2002 im Zuge einer landesweiten Verwaltungsreform aus dem westlichen Teil des Kantons Aguié hervor. Bei der Flutkatastrophe in West- und Zentralafrika 2010 wurden 1827 Einwohner von Tchadoua als Katastrophenopfer eingestuft.

## Bevölkerung
Bei der Volkszählung 2012 hatte die Landgemeinde 93.208 Einwohner, die in 11.320 Haushalten lebten. Bei der Volkszählung 2001 betrug die Einwohnerzahl 65.619 in 8364 Haushalten.
Im Hauptort lebten bei der Volkszählung 2012 20.013 Einwohner in 2525 Haushalten, bei der Volkszählung 2001 13.298 in 1694 Haushalten und bei der Volkszählung 1988 6956 in 1267 Haushalten.
In ethnischer Hinsicht ist die Gemeinde ein Siedlungsgebiet von Azna, Gobirawa, Fulbe und Tuareg.

## Politik
Der Gemeinderat (conseil municipal) hat 23 gewählte Mitglieder. Mit den Kommunalwahlen 2020 sind die Sitze im Gemeinderat wie folgt verteilt: 6 PNDS-Tarayya, 5 MPR-Jamhuriya, 5 RPP-Farilla, 2 CPR-Inganci, 2 RPD-Bazara, 1 ARD-Adaltchi Mutunchi, 1 MODEN-FA Lumana Africa und 1 MPN-Kiishin Kassa.
Jeweils ein traditioneller Ortsvorsteher (chef traditionnel) steht an der Spitze von 65 Dörfern in der Gemeinde, darunter dem Hauptort.

## Wirtschaft und Infrastruktur

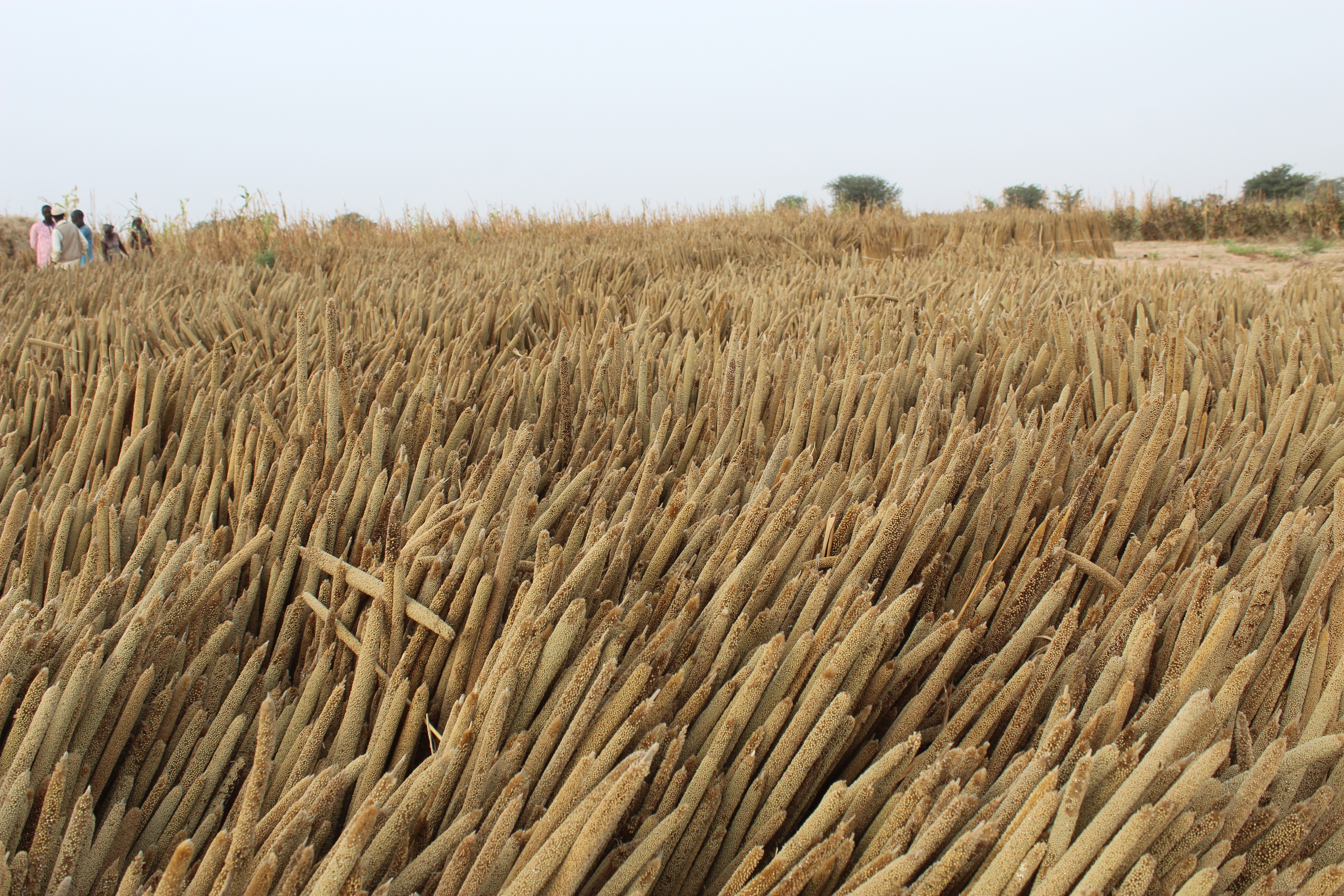
Ein Hirsefeld in Tchadoua (2023)

Die Gemeinde liegt am Übergang der Zone des Regenfeldbaus des Nordens zur Zone der Bewässerungsfeldwirtschaft des Südens. In Tchadoua wird ein Viehmarkt abgehalten. Der Markttag ist Freitag. Das staatliche Versorgungszentrum für landwirtschaftliche Betriebsmittel und Materialien (CAIMA) unterhält eine Verkaufsstelle im Hauptort. Die Niederschlagsmessstation im Hauptort wurde 1981 in Betrieb genommen.
Gesundheitszentren des Typs Centre de Santé Intégré (CSI) sind im Hauptort sowie in den Siedlungen Dan Bouzou, Gawaro Madatey und Magami vorhanden. Das Gesundheitszentrum im Hauptort verfügt über ein eigenes Labor und eine Entbindungsstation. Der CEG Tchadoua und der im Dorf Wakasso gelegene CEG Wakasso sind allgemein bildende Schulen der Sekundarstufe des Typs Collège d’Enseignement Général (CEG). Mit dem Centre de Formation aux Métiers de Tchadoua (CFM Tchadoua) gibt es ein Berufsausbildungszentrum.
Durch die Gemeinde führt die asphaltierte Nationalstraße 1, die längste Fernstraße Nigers. Im Hauptort zweigen die Nationalstraße 19 nach Belbédji und die Landstraße RR4-001 nach Gazaoua ab.

## Persönlichkeiten
- Achirou Wagé (* 1963), Theaterregisseur und Dramatiker